# ティム・オーウェンズ

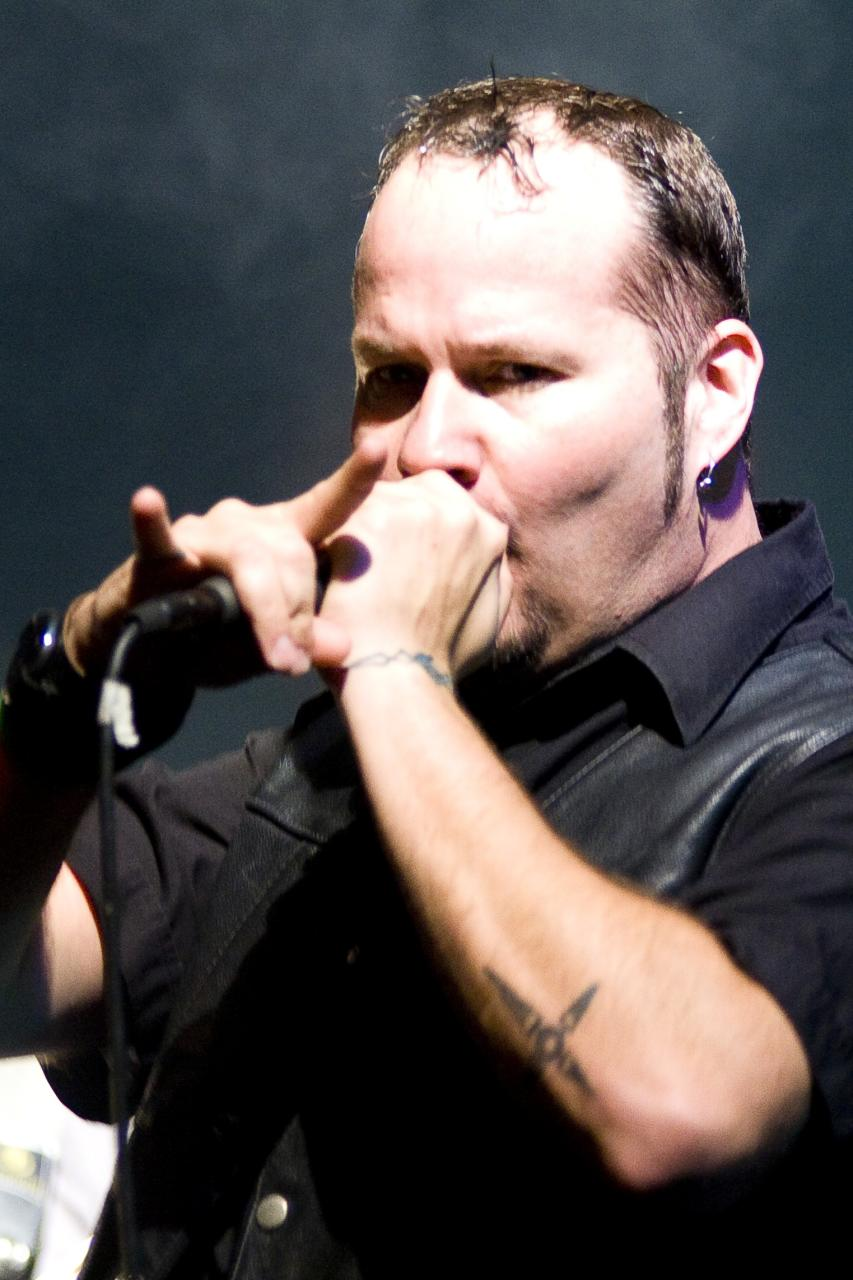
ブラジル・サンパウロ公演でのオーウェンズ (2009年10月)

ティム・リッパー・オーウェンズ（Tim 'Ripper' Owens、1967年9月13日 - ）は、アメリカ合衆国オハイオ州出身のヘヴィメタル・ボーカリスト。本名はティモシー・スティーヴン・オーウェンズ。

## 来歴
1990年、ブレインサイドのシンガーとしてキャリアをスタート。1993年には、ウインターズ・ベインにボーカリストとして在籍していた。当時はジェフ・テイト（元クイーンズライク）風のボーカルと評されていた。翌1994年脱退。

### ジューダス・プリースト時代
バンド脱退後、ジューダス・プリーストのコピーバンドであるブリティッシュ・スティール（British Steel）でアマチュア活動をしていただけのキャリアから、いきなりロブ・ハルフォードの後任としてジューダス・プリーストに加入したことで一躍有名となる。そのきっかけは、ジューダス・プリーストのドラマーであるスコット・トラヴィスが、当時、ロブの後任探しに難航していたバンドに見せた1本のビデオテープだった（本人及びブリティッシュ・スティールには無断で）。ロンドンのスタジオでオーディションを行い、「生け贄 (Victim of Changes)」の2番まで歌ったところ、即採用が決まったという。
加入時から、「ティム・"リッパー"・オーウェンズ」というステージネームを名乗っており、以降、通称として「リッパー」とも呼ばれる。なお、加入当時からの持ち歌は「切り裂きジャック (The Ripper)」である。
ロブの後任のオーディションには、元ガンマ・レイで現プライマル・フィアのラルフ・シーパースや、ロイヤル・ハントのD. C. クーパーといった錚々たるメンバーが参加していたとされ、直前までコピーバンドをしていたティムが選ばれたことは意外な人選として話題になった。
ティム加入の第1弾アルバム『ジャギュレイター』は前作『ペインキラー』の延長線上にありながら、当時流行していたモダン・ヘヴィネス（特にパンテラに代表されるグルーヴ・メタルの影響が顕著）の要素を多分に含んでおり、古参のファンからは不評となった。しかし、ティムのボーカリストとしての力は認めるファンは多く、7年ぶりのツアーは会場は縮小されていながらも異様な盛り上がりを見せ、好評のうちに終了した。この時のロンドン公演などの様子を収録し、ライブ・アルバム『'98ライヴ - メルトダウン』としてリリースされている。続く2001年のアルバム『デモリッション』も、ジューダス・プリーストらしさに欠けた作品と不評を買い、ツアー規模も縮小するなどバンド全体の人気の低迷を招いてしまう。なお、2019年頃にはティム在籍時のスタジオ・アルバム2作とライブ・アルバム1作の計3作は欧米ではほぼ廃盤状態になっており、入手困難となっている。
ティムのサクセスストーリーを『メタル・ゴッド』というタイトルで映画化するという計画が持ち上がり、具体的な段階まで進んでいたが、内容が軽薄であるとバンド側が反発したこと、「メタル・ゴッド」という名称はロブ・ハルフォードの登録商標であったことなどからプリースト側は映画との関係を絶ち、結局、この映画は『ロック・スター』というタイトルで発表された。
2003年、ロブ・ハルフォードの復帰が決まり、ジューダス・プリーストを脱退。複数のバンドからの誘いを受けるも、最終的にアイスド・アースへ加入した。

### ジューダス・プリースト脱退後
後に雑誌のインタビューでティムは「いずれロブは復帰するものだと思っていたし、自分はジューダス・プリーストではあくまで雇われシンガーだった。バンドは自分を入れたまま続けるべきだと思うが、いちティム・オーウェンズとして活動するなら今しかない」と、脱退時の心境を打ち明けている。
その後、新たにビヨンド・フィア（Beyond Fear）を結成し、2006年3月にアルバム『Beyond Fear』を発表。2007年暮れにアイスド・アースを解雇される。
2008年、イングヴェイ・マルムスティーンのバンドに加入したことが発表された。翌年、アルバム『パーペチュアル・フレイム』に伴う、ディープ・パープルとのダブル・ヘッドライナーツアーで来日。同年、初のソロ・アルバム『プレイ・マイ・ゲーム』を発表。
2012年秋に発売されたイングヴェイの作品『スペルバウンド』のレコーディングに参加せず、アルバム発表後に脱退していることが明かされた。なお、前作の『リレントレス』（2010年）にも制作に直接参加しておらず、この作品でティムが歌っている楽曲はすべて前々作『パーペチュアル・フレイム』のアウトテイクであった。
2020年、ジューダス・プリーストを脱退したK・K・ダウニングの結成したKK'sプリーストに加入、翌2021年にアルバム『Sermons Of The Sinner』を発表。

## ディスコグラフィ

### ソロ・アルバム
- 『プレイ・マイ・ゲーム』 - Play My Game (2009年)
- Return to Death Row (2022年) ※EP

### ブレインサイド
- Heavy Artillery k7 (1990年) ※参加コンピレーション・アルバム（カセット）。「Payment in Blood」で参加
- Brutal Mentality K7 Demo (1990年) ※カセット

### ウインターズ・ベイン
- 『ハート・オブ・ア・キラー』 - Heart of a Killer (1993年)

### ジューダス・プリースト
- 『ジャギュレイター』 - Jugulator (1997年)
- 『'98ライヴ - メルトダウン』 -  '98 Live Meltdown (1998年) ※ライブ
- 『デモリッション』 - Demolition (2001年)
- 『ライヴ・イン・ロンドン』 - Live in London (2003年) ※ライブ

### アイスド・アース
- 『ザ・グロリアス・バーデン』 - The Glorious Burden (2004年)
- 『フレイミング・アルマゲドン～サムシング・ウィキッド・パート1』 - Framing Armageddon (Something Wicked Part 1) (2007年)

### ビヨンド・フィア
- Beyond Fear (2006年)

### イングヴェイ・マルムスティーンズ・ライジング・フォース
- 『パーペチュアル・フレイム』 - Perpetual Flame (2008年)
- 『リレントレス』 - Relentless (2010年)

### チャード・ウオールズ・オブ・ザ・ダムド
- 『チャード・ウオールズ・オブ・ザ・ダムド』 - Charred Walls of the Damned (2010年)
- Cold Winds on Timeless Days (2011年)
- Creatures Watching Over the Dead (2016年)

### スリー・トレマーズ
- The Three Tremors (2019年)
- The Solo Versions (2019年)
- Guardians of the Void (2021年)

### スピリッツ・オブ・ファイア
- 『スピリッツ・オブ・ファイア』 - Spirits of Fire (2019年)

### ア・ニュー・リヴェンジ
- 『エネミーズ & ラヴァーズ』 - Enemies & Lovers (2019年)

### リヴァイアサン・プロジェクト
- It’s Their World (2021年) ※EP
- Edge of Time (2021年) ※EP
- Sound of Galaxies (2021年)
- Phantoms Vol.1 (2022年) ※EP
- MCMLXXXII (2024年)

### KK'sプリースト
- 『サーモンズ・オブ・ザ・シナー』 - Sermons of the Sinner (2021年)
- 『ザ・シナー・ライズ・アゲイン』 - The Sinner Rides Again (2023年)